# Voleibol nos Jogos Pan-Americanos de 1955
Os torneios de voleibol nos Jogos Pan-Americanos de 1955 foram realizados entre 16 e 24 de março na Cidade do México, México. Foi a primeira edição do esporte no evento, que foi disputado para ambos os sexos.

## Países participantes
Um total de sete delegações enviaram equipes para as competições de voleibol. Brasil, México e Estados Unidos participaram tanto do torneio masculino quanto do feminino. 
| - BRA Brasil - CUB Cuba - DOM República Dominicana - MEX México | - URU Uruguai - USA Estados Unidos - VEN Venezuela |

## Medalhistas
| Evento             | Ouro           | Prata          | Bronze |
| ------------------ | -------------- | -------------- | ------ |
| Masculino detalhes | Estados Unidos | México         | Brasil |
| Feminino detalhes  | México         | Estados Unidos | Brasil |

## Quadro de medalhas
| Ordem | País               | Medalha de ouro | Medalha de prata | Medalha de bronze |   |
| ----- | ------------------ | --------------- | ---------------- | ----------------- | - |
| 1     | USA Estados Unidos | 1               | 1                |                   | 2 |
|       | MEX México         | 1               | 1                |                   | 2 |
| 3     | BRA Brasil         |                 |                  | 2                 | 2 |
| TOTAL | TOTAL              | 2               | 2                | 2                 | 6 |